# 毛羅阿市

毛羅阿市（西班牙語：Municipio Mauroa），是委內瑞拉的一個市，位於該國西北部法爾孔州，首府設於梅內德毛羅阿，始建於1991年，面積1,904平方公里，海拔高度70米，2001年人口21,468，人口密度為每平方公里11.28人。